# Сохор, Арнольд Наумович
Арно́льд Нау́мович Со́хор (7 апреля 1924, Ленинакан — 12 марта 1977, Ленинград) — советский музыковед и музыкальный социолог. Доктор искусствоведения, профессор.

## Биография
Родился 7 апреля 1924 года в Ленинакане. Мать — Циля Гершевна (Григорьевна) Сохор (в девичестве Фукс), родом из Бердичева, стоматолог; отец — врач Наум Соломонович Сохор. Дед — Сохор Шолом Меерович владелец типографии в Бобруйске.
Во время войны до призыва находился с родителями в Самарканде. Участвовал в Великой Отечественной войне, младший лейтенант медицинской службы.
В 1949 году окончил теоретико-композиторский факультет Ленинградской консерватории, в 1953 году — аспирантуру Ленинградского научно-исследовательского института театра, музыки и кинематографии, в 1954 — философский факультет Ленинградского университета. В 1954 году защитил диссертацию на соискание учёной степени кандидата искусствоведения по теме «Массовая песня в период Великой Отечественной войны».
С 1955 года — старший научный сотрудник, с 1971 — руководитель секции социологии искусства и эстетики Ленинградского научно-исследовательского института театра, музыки и кинематографии.
В 1965 году защитил диссертацию на соискание учёной степени доктора искусствоведения (по теме «А. П. Бородин»).
С 1966 года преподавал в Ленинградской консерватории, с 1970 года — профессор.

## Семья
- Дед — Алтер-Герш Борухович Фукс, купец, занимался торговлей дубильными материалами и кожаными изделиями; владел домом на Александровской улице в Бердичеве[4].
- Сын — Юрий Арнольдович Сохор (род. 1956), теннисный журналист.
- Двоюродная сестра — Мария Гавриловна Фукс, химик, была замужем за историком К. П. Добролюбским.
- Племянник журналиста-международника Владимира Борисовича (Боруховича) Ардашникова (?—1944), фронтового корреспондента «Ленинградской правды». Его вдова Густа Григорьевна Фукс, сотрудник кафедры иностранных языков Ленинградского стоматологического института, жила с семьёй Сохор.

## Научный и организационный вклад
Арнольд Наумович Сохор — крупнейший советский социолог музыки.
В его фундаментальной монографии «Социология и музыкальная культура» (Л., 1975) дано определение предмета современной социологии музыки, сформулированы её задачи, структура и методы, а также научно обоснована система социальных функций музыки и схема типологизации современной музыкальной публики.
Этой же тематике посвящены три сборника статей А. Н. Сохора из серии «Вопросы социологии и эстетики музыки» (Л., 1980 — 83).
А. Н. Сохор явился инициатором проведения в СССР целого ряда всесоюзных и международных конференций по актуальным проблемам социологии музыки. Именно благодаря творческим и организационным усилиям А. Н. Сохора, социология музыки, в качестве серьёзной и весьма перспективной научной дисциплины, была реабилитирована в СССР после проведённых там в 20—30 гг. вульгарно-социологических опытов.
А кроме того, А. Н. Сохору принадлежит авторство ценных музыковедческих исследований композиторского творчества М. И. Глинки, П. И. Чайковского, А. П. Бородина (включая капитальный труд «Александр Порфирьевич Бородин. Жизнь, деятельность, музыкальное творчество», М.-Л., 1965), И. О. Дунаевского, В. П. Соловьёва-Седого, Г. В. Свиридова.

## Основные труды А. Н. Сохора по социологии музыки
- Музыка как вид искусства. — М., 1961.
- Песня воспитывает нравы — МЖ,1961, № 11.
- Воспитательная роль музыки. — Л., 1962
- О современности в музыке наших дней, в сб.: Музыка и современность, Вып. 1. — М., 1962.
- Александр Порфирьевич Бородин: Жизнь, деятельность, муз. творчество. М.-Л.: Музыка, 1965. — 826 с.
- О специфике самодеятельного искусства, в сб.: Проблемы музыкальной самодеятельности — М.-Л., 1965.
- Стиль, метод, направление, в сб.: Вопросы теории и эстетики музыки, вып. 4 — Л., 1965.
- Маяковский и музыка. — М., 1965.
- Рождённая жизнью. Заметки о социальной природе советской музыки — Сов. культура, 1967, № 134.
- Изучение советского музыкального творчества, в сб.: Вопросы теории и эстетики музыки, вып. 6-7 — Л., 1967.
- Эстетическая природа жанра в музыке. — М., 1968
- Музыка и общество. — М., 1972.
- О массовой музыке (в сб.: Вопросы теории и эстетики музыки. Вып. 13. — Л., 1974
- Развитие музыкальной социологии в СССР, в сб.: Социалистическая музыкальная культура — М., 1974.
- Статьи о современной музыке. — Л., 1974.
- Социология и музыкальная культура. — М., 1975.
- Национальное и современное в советской музыке, в сб.: Музыкальный современник, вып. 1 — М., 1973.
- Вопросы социологии и эстетики. — Л., 1980—1983
- Сохор А. Н. Музыка // Музыкальная энциклопедия. Т. 3. — М.: «Советская энциклопедия», 1976